# 小龙河 (凉水河)
小龙河是中国北京市的一条河流，为凉水河的支流，流经市区南部，南四环外的区域。河流发源于丰台区南苑地区任家庄村西北，向东南经南苑街道、东高地街道进入大兴区旧宫镇，向东穿越凉风灌渠后，进入朝阳区小红门地区汇入凉水河。河流全长7.7公里，流域面积38.84平方公里。
小龙河古称“一亩泉”，为流出南苑的两条河之一，另一条为凤河。
2013年在大兴区段整修时，发现一桥梁遗址。考古认为该桥建于清代顺治至乾隆年间，而其毁坏可能与1900年八国联军入侵有关。